# Super Fun Night

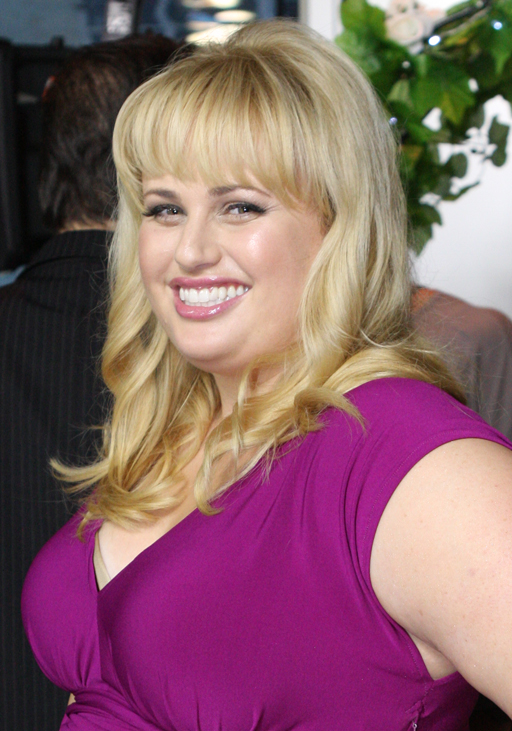
Rebel Wilson en el estreno de la película Los padrinos de la boda, en Sídney, Australia.

Super Fun Night es una comedia de situación estadounidense creada por Rebel Wilson y transmitida por la cadena ABC. Se estrenó el 2 de octubre de 2013 en los Estados Unidos y se transmitió en Latinoamérica por Warner Channel y en España por el canal Neox. La serie fue cancelada en mayo de 2014.

## Sinopsis
Super Fun Night cuenta la historia de tres amigas –ultra nerds– que están decididas a convertir todos los viernes de su vida en el día más entretenido de la semana y para esto harán todo lo imaginable, aunque esto implique asumir riesgos.
La abogada Kimmie (Rebel Wilson) y sus amigas Helen-Alice (Liza Lapira) y Marika (Lauren Ash) se conocieron hace 13 años en el bachillerato, y desde entonces han pasado todos y cada uno de esos viernes juntas encerradas en su departamento bajo el lema "siempre juntas, siempre adentro". Puede que sea porque ninguna de ellas tenía nada mejor que hacer, o que porque ninguna nunca fueron consideradas lo suficientemente cool como para ser invitada a las fiestas de los chicos populares.
Pero tras estos 13 años, Kimmie, que trabaja en un bufete de abogados recibe un ascenso y conoce al hijo del dueño de la firma, Richard (Kevin Bishop), un hombre inglés del cual Kimmie se enamora. Para poder compartir tiempo con él y divertirse con sus amigas, Kimmie les va a proponer salir de su apartamento todos los viernes por la noche.

## Reparto

### Actores principales
- Rebel Wilson como Kimmie Boubier.
- Lauren Ash como Marika.
- Liza Lapira como Helen-Alice.
- Kevin Bishop como Richard Lovell.
- Kate Jenkinson como Kendall Quinn.

### Actores secundarios
- Dan Ahdoot como Ruby.
- John Gemberling como Dan.
- Paul Rust como Benji.

### Actores invitados
- Kelen Coleman como Felicity Vanderstone.
- Ashley Tisdale como Jazmine Boubier (hermana de Kimmie).
- Matt Lucas como Derrick.

## Episodios
| N.º | Título                       | Director         | Guionista                         | Primera emisión         | Audiencia (en millones) |
| --- | ---------------------------- | ---------------- | --------------------------------- | ----------------------- | ----------------------- |
| 1   | «Anything for love»          | Alex Hardcastle  | John Riggi                        | 2 de octubre de 2013    | 8.23                    |
| 2   | «Three men and a Boubier»    | Jeffrey Walker   | Brent Forrester                   | 9 de octubre de 2013    | 6.64                    |
| 3   | «Chick or treat»             | Joe Nussbaum     | Rebel Wilson                      | 16 de octubre de 2013   | 5.95                    |
| 4   | «Engagement party»           | John Riggi       | Robin Schiff                      | 23 de octubre de 2013   | 5.79                    |
| 5   | «Go with Glorg»              | Rodman Flender   | Hannah Friedman                   | 30 de octubre de 2013   | 5.17                    |
| 6   | «The love lioness»           | Rodman Flender   | Jen Braeden                       | 13 de noviembre de 2013 | 5.84                    |
| 7   | «The set up»                 | Ken Marino       | Christina Lee y Michael Showalter | 20 de noviembre de 2013 | 5.52                    |
| 8   | «Pilot»                      | John Riggi       | Rebel Wilson                      | 04 de diciembre de 2013 | 4.77                    |
| 9   | «Merry super fun Christmas»  | Christine Gernon | Steve Rubinshteyn                 | 11 de diciembre de 2013 | 5.37                    |
| 10  | «Li'l big Kim»               | Eyal Gordin      | Dan Hernandez & Benji Samit       | 8 de enero de 2014      | 4.87                    |
| 11  | «Dinner party»               | Fred Savage      | Jen Braeden                       | 8 de enero de 2014      | 4.68                    |
| 12  | «Hostile makeover»           | Elliot Hegarty   | John Riggi                        | 15 de enero de 2014     | 4.44                    |
| 13  | «Let the games begin»        | Jamie Babbit     | Brent Forrester                   | 22 de enero de 2014     | 4.83                    |
| 14  | «Lucindervention»            | Stuart McDonald  | Christina Lee & Michael Showalter | 29 de enero de 2014     | 3.82                    |
| 15  | «Cookie prom»                | Joe Nussbaum     | Dan Hernandez & Ben Samit         | 5 de febrero de 2014    | 4.60                    |
| 16  | «Lesbihonest»                | Ken Marino       | Rebel Wilson                      | 12 de febrero de 2014   | 3.42                    |
| 17  | «...Till the fat lady sings» | Stuart McDonald  | John Riggi                        | 12 de febrero de 2014   | 2.67                    |

## Premios y nominaciones
| Año  | Premio                 | Categoría                         | Nominados       | Resultado |
| ---- | ---------------------- | --------------------------------- | --------------- | --------- |
| 2014 | People's Choice Awards | Nueva comedia de TV favorita      | Super Fun Night | Ganador   |
| 2014 | People's Choice Awards | Nueva actriz de TV favorita       | Rebel Wilson    | Nominado  |
| 2014 | POPrepublic.tv Awards  | Show internacional de TV favorito | Super Fun Night | Nominado  |